# La Torre de Fontaubella
La Torre de Fontaubella és un municipi de la comarca del Priorat. Està situat en un racó de l'extrem sud-est de la comarca, amb la qual només té contacte pel nord, a través del terme de Pradell de la Teixeta. Per la resta de costats limita amb municipis del Baix Camp: l'Argentera a llevant, i Colldejou a migdia i a ponent.

## Etimologia
La primera part del topònim és fàcil d'interpretar: deu el nom a una torre de defensa, la Torre del Rafolí, a l'entorn de la qual es va desenvolupar el poble.
La segona part del topònim, documentada ja al XII com a nom d'una serra (serram de Fonte Albella), ens remet a una de les serres que feien de talaia a la baronia d'Escornalbou, a la qual pertanyia. Aquesta "fonte albella" deu tractar-se d'una font blanca (alba), expressada en diminutiu. Tanmateix, hi ha qui ho ha relacionat amb l'ovella, tot i que sembla una interpretació etimològicament menys versemblant.

## Història
Apareix esmentada per primera en 1170 sota el nom de serram de Fonte Albella. Va pertànyer al Monestir de Sant Miquel d'Escornalbou. En cessar l'activitat monacal en el cenobi el segle xvi, va passar a dependre del seminari de Tarragona

## Geografia
- Llista de topònims de la Torre de Fontaubella (Orografia: muntanyes, serres, collades, indrets..; hidrografia: rius, fonts...; edificis: cases, masies, esglésies, etc).

Es tracta d'un terme municipal dels més petits de la comarca, però reflecteix les característiques de la major part dels municipis dels entorns: orogràficament molt accidentat. Els límits de més relleu són tot el circ que abraça ponent, migdia i llevant: es tracta dels vessants de la Mola de Colldejou, de 859 m. alt., tot i que el cim és dins del veí terme del mateix nom que la muntanya.
L'extrem de ponent del terme, i de la mitja lluna que el tanca pel sud, es troba a la riera de Fontaubella, just a l'aiguabarreig amb el barranc dels Estrets de Maçanes, a 290 metres d'altitud. D'aquí, el termenal segueix un tros el barranc esmentat, però aviat s'enfila per una carena que és el vessant de ponent de la Mola de Colldejou. Puja per aquesta carena fins, aproximadament, els 650 m. alt., i a partir d'aquí es manté més o menys a la mateixa alçada per tot el vessant nord de la Serra dels Coscolls, per sota del Cingle del Motarro i de la Mola de Colldejou. Des del vessant nord-est d'aquest darrer cim, baixa encara cap al nord-est, i s'adreça al Coll Roig, a 559 m. alt.
Del Coll Roig el terme va de dret fins al Portell del Trucafort, fins als 650 metres d'altitud. En aquest punt el terme va a trobar la Serra de l'Argentera, més o menys a la meitat del Parc Eòlic del Trucafort, la major part del qual, però, és dins del terme de l'Argentera. El termenal segueix cap al nord un breu tros la carena de la serra, però quan és a 659 m. alt., trenca sobtadament cap a ponent, va a cercar una carena en aquella direcció, i es va atansant al poble de la Torre de Fontaubella, prop del qual passa. Llavors puja a la serreta de los Avencs, al nord-oest del poble, a 493 m. alt., i en baixa per anar a trobar el barranc del Pas, afluent de la riera de Fontaubella, a uns 310 m. alt.
A l'interior del terme només destaquen los Pigalls, de 571 m. alt., i la Serra de l'Aubaga, amb el cim de la Font del Pi, de 477.
La Riera de Fontaubella s'origina pròpiament en el mateix poble, per l'adjunció de diversos barrancs, entre els quals destaca el barranc de les Castellanes, que prèviament ha rebut la Rasa de les Teules. Pel nord, i poc tros a dins de la Torre de Fontaubella, arriba el barranc del Pas, i pel sud, el barranc de la Torre, que baixa dels vessants de la Mola de Colldejou.

## Cultura
L'església parroquial està dedicada a santa Maria. Es tracta d'un edifici en estil neoclàssic construït el segle xviii. És de nau única, amb cor i capelles laterals que aprofiten els contraforts.
Al poble poden veure's les restes d'una torre, anomenada del Rafolí, l'origen de la qual s'atribueix al període d'ocupació sarraïna. Era un edifici de planta quadrada de 8 metres de costat amb una alçària d'uns 10 metres.
El poble celebra en honor de la Nativitat de la Mare de Déu, patrona del poble, la seva Festa Major d'estiu el 1r dissabte i diumenge d'agost. L'explicació d'aquesta data, ja que la Nativitat se celebra el 8 de setembre, és deguda al fet que durant el mes de setembre es porta a terme la collida de les avellanes i en ser molt difícil compaginar la feina amb la festa a mitjans dels anys 50 es va traslladar la celebració a la data actual. Quant a la Festa Major d'hivern es realitza per cap any mitjançant un sopar de germanor.

## Economia
La principal activitat econòmica és l'agricultura de secà. Destaca el cultiu d'avellaner, seguit de la vinya, oliveres i ametllers

## Comunicacions
Travessa el terme des del sud-est la T-322 (Mont-roig del Camp–la Torre de Fontaubella), així com la seva continuació cap a ponent: la TV-3001 (Marçà–la Torre de Fontaubella). A més, del nucli de població surt cap al nord la TV-3223 (La Torre de Fontaubella–N-420, a Pradell de la Teixeta).
El ferrocarril passa a prop del terme, però no el trepitja, tot i que l'estació de Pradell de la Teixeta és ben a prop de la Torre de Fontaubella.
També passa uns metres pel terme el GR-7-3, que des de l'Argentera mena a Llaberia, ja en terme de Tivissa, a la Ribera d'Ebre.

## Demografia
| 1497 f | 1515 f | 1553 f | 1717 | 1787 | 1857 | 1877 | 1887 | 1900 | 1910 |
| ------ | ------ | ------ | ---- | ---- | ---- | ---- | ---- | ---- | ---- |
| 4      | 6      | 8      | 36   | 212  | 294  | 394  | 484  | 255  | 203  |

| 1920 | 1930 | 1940 | 1950 | 1960 | 1970 | 1981 | 1990 | 1992 | 1994 |
| ---- | ---- | ---- | ---- | ---- | ---- | ---- | ---- | ---- | ---- |
| 198  | 156  | 156  | 135  | 129  | 114  | 82   | 62   | 76   | 76   |

| 1996 | 1998 | 2000 | 2002 | 2004 | 2006 | 2008 | 2010 | 2012 | 2014 |
| ---- | ---- | ---- | ---- | ---- | ---- | ---- | ---- | ---- | ---- |
| 83   | 102  | 128  | 133  | 130  | 134  | 140  | 147  | 131  | 126  |

| 2016 | 2018 | 2020 | 2022 | 2024 | 2026 | 2028 | 2030 | 2032 | 2034 |
| ---- | ---- | ---- | ---- | ---- | ---- | ---- | ---- | ---- | ---- |
| 134  | 137  | 131  | 125  | 119  | -    | -    | -    | -    | -    |